# 土佐神社
土佐神社（とさじんじゃ）是位在日本高知縣高知市的神社。為式內社、土佐國一宮、舊社格為國幣中社（現神社本廳的別表神社）。

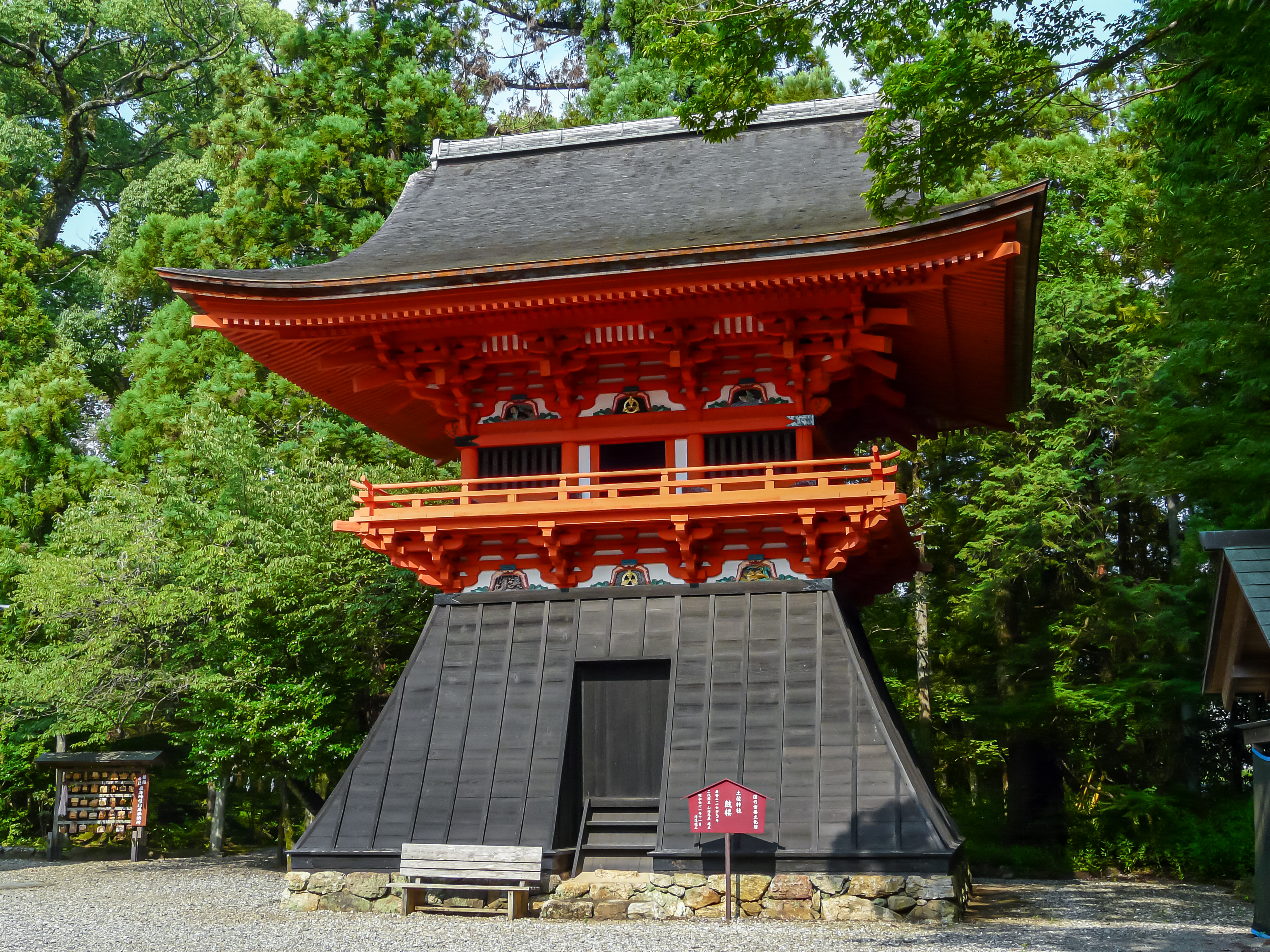
鼓樓

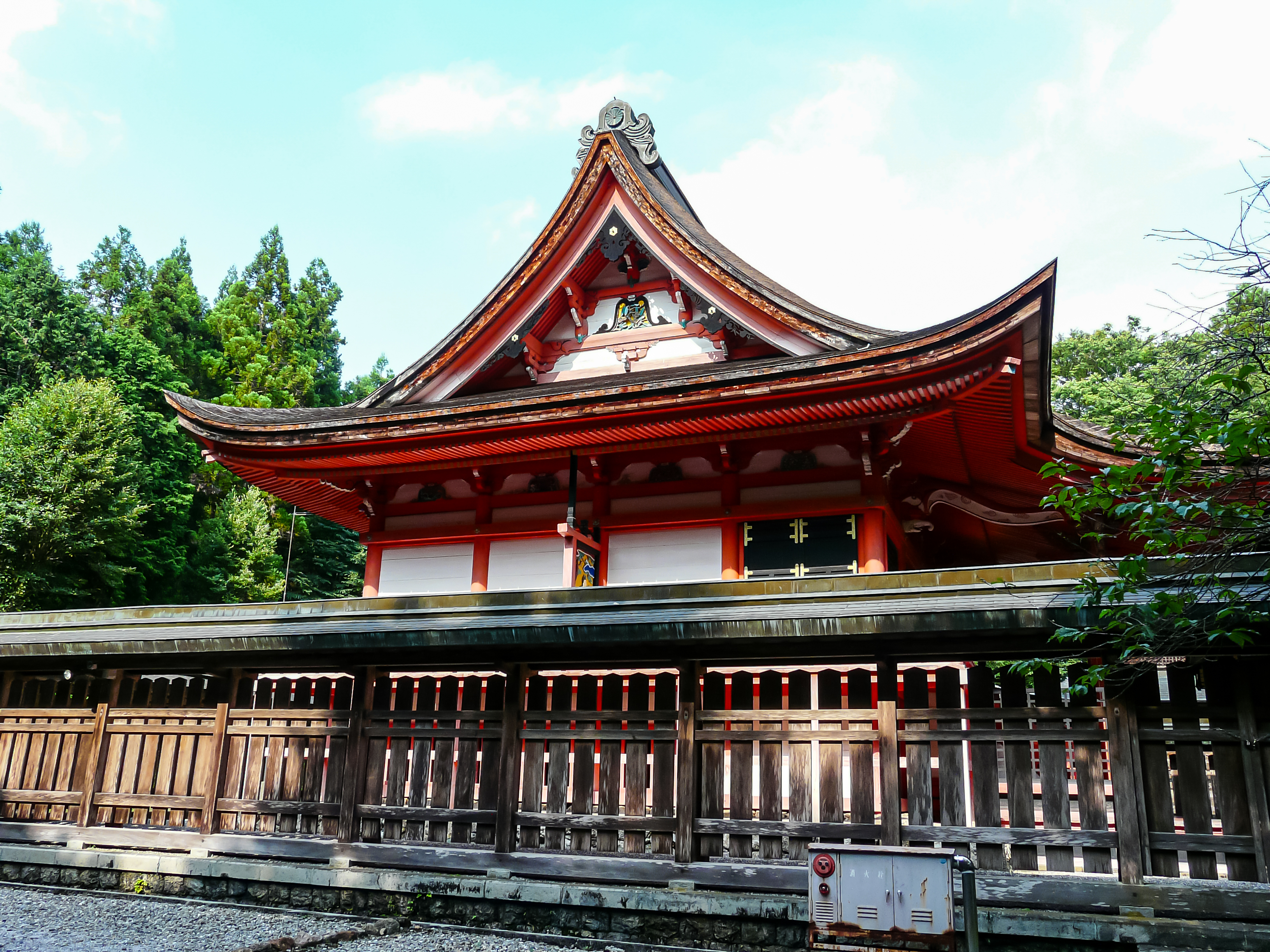
本殿

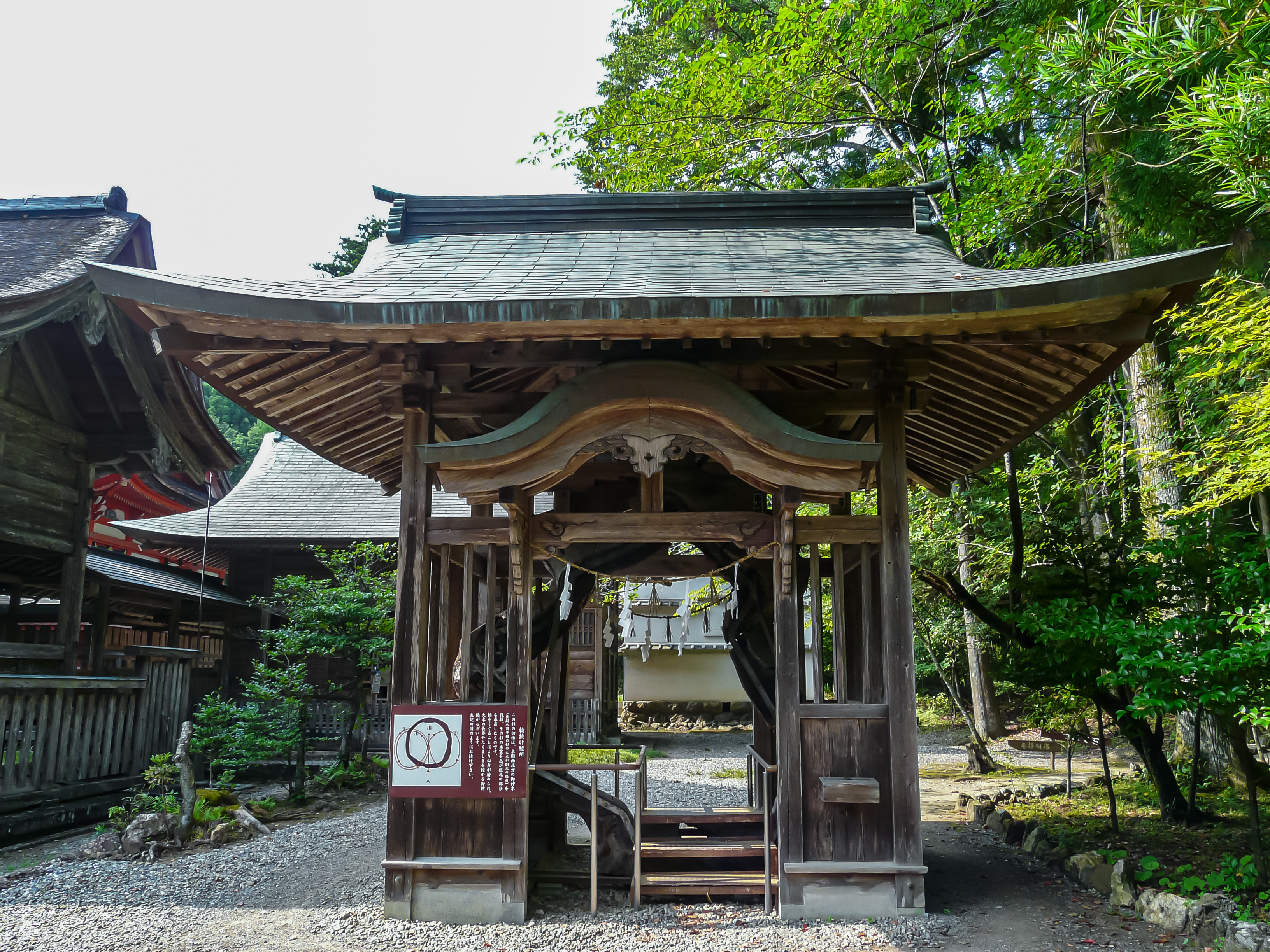
輪拔祓所

## 文化財
現存的社殿是元龜元年（1570年）由長宗我部元親再建，本殿和幣殿、拜殿、左右之翼、拜之出構成十字型被稱作「入蜻蛉」形式的獨特様式。本殿・幣殿及拜殿（合為1棟）・鼓樓・樓門（神光門）之4棟被指定為國之重要文化財。

## 關連項目
- 鳴無神社

## 外部連結
- 土佐神社 （页面存档备份，存于）